# Харанхой
Харанхой (рос. Харанхой) — станція Улан-Уденського регіону Східносибірської залізниці Росії, розташована на дільниці Заудинський — Наушки між станціями Хужир (відстань — 14 км) і Наушки (15 км). Відстань до ст. Заудинський — 232 км, до державного кордону — 21 км.